# 寂静之乐
《寂静之乐》是迈克尔·莱德福执导的2017年电影，改编自男高音安德烈·波切利的同名自传体小说。波切利（即片中的阿莫斯·巴迪）由演员托比·塞巴斯蒂安饰演。这位意大利男高音现身于电影的场景中，他的旁白贯穿整部影片。
阿莫斯·巴迪（安德烈·波切利的另一个自我）生来就有演唱天赋，从孩提时代就显露无疑。然而，与此同时，他患有先天性青光眼，终将逐渐失明。 这种疾病首先迫使他面对各种手术，后来又进入了盲人培训机构。 有一天，在一个球击中他的头部之后，阿莫斯完全失明了。 然而，他并没有放弃，因为音乐和歌唱与他的生活已融为一体。在经历了艰难的开端和个人的失望之后，在朋友、家人和歌唱老师的支持下，他的职业生涯取得了国际性成功。 
这部电影在罗马、比萨和沃尔泰拉拍摄，这些地方都是波切利长大的地方。